# Hurvat Amudim
 (mars 2019).
Hurvat Amudim (hébreu : חורבת עמודים) ou Sde Amudim (שדה עמודים) était un village antique, aujourd'hui un site archéologique située au sud-est de la vallée de Beit Netofa, en Israël, sur le bord est de l'autoroute 65 (en) entre l'échangeur Golani (en) et le croisement Kadarim.

## Historique
Le nom du village provient des colonnes qui supportaient autrefois le toit de la synagogue et qui subsistent toujours aujourd'hui.
Gustave Dalman propose d'identifier ce site comme celui de Kefar Uzziel, mentionné dans des documents rabbiniques et qui accueillait une des 24 familles de prêtres qui se sont installées en Galilée dès le IIe siècle, et qui a donné son nom au village arabe de Uzeir (en) (« Uzeir » étant probablement une déformation de « Uzziel »).
Hurvat Amudim est abandonné au IVe siècle.

## Synagogue
Une synagogue, parmi les plus grandes de Galilée (24 × 14 m), est construite dans le village à la fin du IIIe siècle ou au début du IVe siècle. L'édifice comportait deux rangées de colonnes. Le plancher en mosaïque comprend cette inscription en araméen : « À la mémoire de... bar Tanhum, qui a créé ce sol de mosaïque et ce toit. Qu'il soit béni. Amen. Selah. » Une autre inscription affirme : « Yo'ezer le hazzan et son frère Siméon ont créé ce portail du Seigneur du Paradis. »